# プレゼント (東京少年の曲)
「プレゼント」は、東京少年の通算4枚目のシングル。1990年8月21日にビクターエンタテインメントよりリリースされた。

## 解説
「プレゼント」はテレビアニメ『らんま1/2熱闘編』エンディングテーマに起用。また同アニメの響良牙役の山寺宏一が『らんま1/2 格闘歌かるた』（1992年10月21日リリース）内でカヴァーしている。

## 収録曲
1. プレゼント [4:50]
作詞：笹野みちる、作曲：手代木克仁、編曲：東京少年
  - テレビアニメ『らんま1/2熱闘編』エンディングテーマ
2. トビキリの朝 <NEO Remix Version> [4:34]
作詞・作曲：笹野みちる、編曲：ホッピー神山
  - 「東京モード学園」TV-CMソング

| テレビアニメ『らんま1/2熱闘編』エンディングテーマ 1990年8月10日 - 1990年11月30日 |                         |                           |
| 前作: 乱馬的歌劇団御一行様 「乱馬ダ☆RANMA」                                      | 東京少年 「プレゼント」 | 次作: YAWMIN 「フレンズ」 |